# Love and Money (álbum)
Love and Money es el noveno álbum de estudio del músico estadounidense Eddie Money, publicado el 30 de mayo de 1995 por Wolfgang Records.

## Lista de canciones
1. "After This Love Is Gone" (John Clifforth, Larry Tagg, Sheppard Solomon) - 4:31
2. "She's Like a Movie" (Curt Cuomo, Eddie Money, Tommy Girvin) - 4:30
3. "Run Your Hurt Away" (David Porter, Isaac Hayes) - 3:16
4. "I'll Be the Fire" (Cuomo, Don Kirkpatrick, Money) - 4:24
5. "Take It from the Heart" (Cuomo, Kirkpatrick, Money) - 4:15
6. "Died a Thousand Times" (Dennis Matkosky, Phil Roy) - 3:48
7. "Just No Givin' Up" - (Cuomo, Money) 3:47
8. "I'm Comin'" (Money) - 3:57
9. "Almost Like We Never Met" (Cuomo, Money, John Nelson) - 4:17
10. "Running Out of Reasons" (Cuomo, Money, Larry Lee, Girvin) - 4:37
11. "There Will Never Be Another You" (Cuomo, Money, Todd Cerney) - 3:55

## Créditos
- Eddie Money: voz
- Tony Artino: guitarra
- Curt Coumo: teclados
- Paulinho Da Costa: percusión
- Kenny Aronoff: batería, percusión